# Pandemia di COVID-19 in Libia
Il primo caso della pandemia di COVID-19 in Libia è stato confermato il 24 marzo 2020.

## Antefatti
Il 12 gennaio 2020, l'Organizzazione mondiale della sanità (OMS) ha confermato che un nuovo coronavirus era la causa di una nuova infezione polmonare che aveva colpito diversi abitanti della città di Wuhan, nella provincia cinese dell'Hubei, il cui caso era stato portato all'attenzione dell'OMS il 31 dicembre 2019.
Sebbene nel tempo il tasso di mortalità del COVID-19 si sia rivelato decisamente più basso di quello dell'epidemia di SARS che aveva imperversato nel 2003, la trasmissione del virus SARS-CoV-2, alla base del COVID-19, è risultata essere molto più ampia di quella del precedente virus del 2003, ed ha portato a un numero totale di morti molto più elevato.
Il 5 maggio 2023, l'Organizzazione mondiale della sanità dichiara ufficialmente la fine della pandemia.

## Andamento dei contagi
| Data                                                                          | Data       |  | Numero di casi | Numero di casi |
| ----------------------------------------------------------------------------- | ---------- |  | -------------- | -------------- |
| 24-03-2020                                                                    | 24-03-2020 |  | 1(N.D.)        |                |
| ⋮                                                                             | ⋮          |  | 1(=)           |                |
| 28-03-2020                                                                    | 28-03-2020 |  | 3(+200%)       |                |
| 29-03-2020                                                                    | 29-03-2020 |  | 8(+167%)       |                |
| 30-03-2020                                                                    | 30-03-2020 |  | 8(=)           |                |
| 31-03-2020                                                                    | 31-03-2020 |  | 10(+25%)       |                |
| 01-04-2020                                                                    | 01-04-2020 |  | 10(=)          |                |
| 02-04-2020                                                                    | 02-04-2020 |  | 11(+10%)       |                |
| 03-04-2020                                                                    | 03-04-2020 |  | 17(+55%)       |                |
| 04-04-2020                                                                    | 04-04-2020 |  | 18(+5,9%)      |                |
| 05-04-2020                                                                    | 05-04-2020 |  | 18(=)          |                |
| 06-04-2020                                                                    | 06-04-2020 |  | 19(+5,6%)      |                |
| 07-04-2020                                                                    | 07-04-2020 |  | 20(+5,3%)      |                |
| 08-04-2020                                                                    | 08-04-2020 |  | 21(+5%)        |                |
| 09-04-2020                                                                    | 09-04-2020 |  | 24(+14%)       |                |
| 10-04-2020                                                                    | 10-04-2020 |  | 24(=)          |                |
| 11-04-2020                                                                    | 11-04-2020 |  | 25(+4,2%)      |                |
| 12-04-2020                                                                    | 12-04-2020 |  | 25(=)          |                |
| 13-04-2020                                                                    | 13-04-2020 |  | 26(+4%)        |                |
| 14-04-2020                                                                    | 14-04-2020 |  | 35(+35%)       |                |
| 15-04-2020                                                                    | 15-04-2020 |  | 48(+37%)       |                |
| 16-04-2020                                                                    | 16-04-2020 |  | 49(+2,1%)      |                |
| ⋮                                                                             | ⋮          |  | 49(=)          |                |
| 19-04-2020                                                                    | 19-04-2020 |  | 51(+4,1%)      |                |
| 20-04-2020                                                                    | 20-04-2020 |  | 51(=)          |                |
| 21-04-2020                                                                    | 21-04-2020 |  | 59(+16%)       |                |
| 22-04-2020                                                                    | 22-04-2020 |  | 60(+1,7%)      |                |
| 23-04-2020                                                                    | 23-04-2020 |  | 60(=)          |                |
| 24-04-2020                                                                    | 24-04-2020 |  | 61(+1,7%)      |                |
| ⋮                                                                             | ⋮          |  | 61(=)          |                |
| 30-04-2020                                                                    | 30-04-2020 |  | 61(=)          |                |
| 01-05-2020                                                                    | 01-05-2020 |  | 63(+3,3%)      |                |
| 02-05-2020                                                                    | 02-05-2020 |  | 63(=)          |                |
| 03-05-2020                                                                    | 03-05-2020 |  | 63(=)          |                |
| 04-05-2020                                                                    | 04-05-2020 |  | 63(=)          |                |
| 05-05-2020                                                                    | 05-05-2020 |  | 63(=)          |                |
| 06-05-2020                                                                    | 06-05-2020 |  | 64(+1,6%)      |                |
| ⋮                                                                             | ⋮          |  | 64(=)          |                |
| 11-05-2020                                                                    | 11-05-2020 |  | 64(=)          |                |
| ⋮                                                                             | ⋮          |  | 64(=)          |                |
| 16-05-2020                                                                    | 16-05-2020 |  | 65(+1,6%)      |                |
| 17-05-2020                                                                    | 17-05-2020 |  | 65(=)          |                |
| 18-05-2020                                                                    | 18-05-2020 |  | 65(=)          |                |
| 19-05-2020                                                                    | 19-05-2020 |  | 68(+4,6%)      |                |
| 20-05-2020                                                                    | 20-05-2020 |  | 69(+1,5%)      |                |
| 21-05-2020                                                                    | 21-05-2020 |  | 71(+2,9%)      |                |
| 22-05-2020                                                                    | 22-05-2020 |  | 72(+1,4%)      |                |
| 23-05-2020                                                                    | 23-05-2020 |  | 75(+4,2%)      |                |
| 24-05-2020                                                                    | 24-05-2020 |  | 75(=)          |                |
| 25-05-2020                                                                    | 25-05-2020 |  | 75(=)          |                |
| 26-05-2020                                                                    | 26-05-2020 |  | 77(+2,7%)      |                |
| 27-05-2020                                                                    | 27-05-2020 |  | 99(+29%)       |                |
| 28-05-2020                                                                    | 28-05-2020 |  | 105(+6,1%)     |                |
| 29-05-2020                                                                    | 29-05-2020 |  | 118(+12%)      |                |
| 30-05-2020                                                                    | 30-05-2020 |  | 130(+10%)      |                |
| 31-05-2020                                                                    | 31-05-2020 |  | 156(+20%)      |                |
| 01-06-2020                                                                    | 01-06-2020 |  | 168(+7,7%)     |                |
| 02-06-2020                                                                    | 02-06-2020 |  | 182(+8,3%)     |                |
| 03-06-2020                                                                    | 03-06-2020 |  | 196(+7,7%)     |                |
| 04-06-2020                                                                    | 04-06-2020 |  | 209(+6,6%)     |                |
| 05-06-2020                                                                    | 05-06-2020 |  | 239(+14%)      |                |
| 06-06-2020                                                                    | 06-06-2020 |  | 256(+7,1%)     |                |
| 07-06-2020                                                                    | 07-06-2020 |  | 256(=)         |                |
| 08-06-2020                                                                    | 08-06-2020 |  | 332(+30%)      |                |
| 09-06-2020                                                                    | 09-06-2020 |  | 359(+8,1%)     |                |
| 10-06-2020                                                                    | 10-06-2020 |  | 378(+5,3%)     |                |
| 11-06-2020                                                                    | 11-06-2020 |  | 393(+4%)       |                |
| 12-06-2020                                                                    | 12-06-2020 |  | 409(+4,1%)     |                |
| 13-06-2020                                                                    | 13-06-2020 |  | 418(+2,2%)     |                |
| 14-06-2020                                                                    | 14-06-2020 |  | 454(+8,6%)     |                |
| 15-06-2020                                                                    | 15-06-2020 |  | 467(+2,9%)     |                |
| 16-06-2020                                                                    | 16-06-2020 |  | 484(+3,6%)     |                |
| 17-06-2020                                                                    | 17-06-2020 |  | 500(+3,3%)     |                |
| 18-06-2020                                                                    | 18-06-2020 |  | 510(+2%)       |                |
| 19-06-2020                                                                    | 19-06-2020 |  | 520(+2%)       |                |
| 20-06-2020                                                                    | 20-06-2020 |  | 544(+4,6%)     |                |
| 21-06-2020                                                                    | 21-06-2020 |  | 571(+5%)       |                |
| 22-06-2020                                                                    | 22-06-2020 |  | 595(+4,2%)     |                |
| 23-06-2020                                                                    | 23-06-2020 |  | 639(+7,4%)     |                |
| 24-06-2020                                                                    | 24-06-2020 |  | 670(+4,9%)     |                |
| 25-06-2020                                                                    | 25-06-2020 |  | 698(+4,2%)     |                |
| 26-06-2020                                                                    | 26-06-2020 |  | 713(+2,1%)     |                |
| 27-06-2020                                                                    | 27-06-2020 |  | 727(+2%)       |                |
| 28-06-2020                                                                    | 28-06-2020 |  | 762(+4,8%)     |                |
| 29-06-2020                                                                    | 29-06-2020 |  | 802(+5,2%)     |                |
| 30-06-2020                                                                    | 30-06-2020 |  | 824(+2,7%)     |                |
| 01-07-2020                                                                    | 01-07-2020 |  | 874(+6,1%)     |                |
| 02-07-2020                                                                    | 02-07-2020 |  | 891(+1,9%)     |                |
| 03-07-2020                                                                    | 03-07-2020 |  | 918(+3%)       |                |
| 04-07-2020                                                                    | 04-07-2020 |  | 989(+7,7%)     |                |
| 05-07-2020                                                                    | 05-07-2020 |  | 1 046(+5,8%)   |                |
| 06-07-2020                                                                    | 06-07-2020 |  | 1 117(+6,8%)   |                |
| 07-07-2020                                                                    | 07-07-2020 |  | 1 182(+5,8%)   |                |
| 08-07-2020                                                                    | 08-07-2020 |  | 1 268(+7,3%)   |                |
| 09-07-2020                                                                    | 09-07-2020 |  | 1 342(+5,8%)   |                |
| 10-07-2020                                                                    | 10-07-2020 |  | 1 342(=)       |                |
| 11-07-2020                                                                    | 11-07-2020 |  | 1 389(+3,5%)   |                |
| 12-07-2020                                                                    | 12-07-2020 |  | 1 433(+3,2%)   |                |
| 13-07-2020                                                                    | 13-07-2020 |  | 1 512(+5,5%)   |                |
| 14-07-2020                                                                    | 14-07-2020 |  | 1 563(+3,4%)   |                |
| 15-07-2020                                                                    | 15-07-2020 |  | 1 589(+1,7%)   |                |
| 16-07-2020                                                                    | 16-07-2020 |  | 1 652(+4%)     |                |
| 17-07-2020                                                                    | 17-07-2020 |  | 1 704(+3,1%)   |                |
| 18-07-2020                                                                    | 18-07-2020 |  | 1 791(+5,1%)   |                |
| 19-07-2020                                                                    | 19-07-2020 |  | 1 866(+4,2%)   |                |
| 20-07-2020                                                                    | 20-07-2020 |  | 1 980(+6,1%)   |                |
| 21-07-2020                                                                    | 21-07-2020 |  | 2 088(+5,5%)   |                |
| 22-07-2020                                                                    | 22-07-2020 |  | 2 176(+4,2%)   |                |
| 23-07-2020                                                                    | 23-07-2020 |  | 2 314(+6,3%)   |                |
| 24-07-2020                                                                    | 24-07-2020 |  | 2 424(+4,8%)   |                |
| 25-07-2020                                                                    | 25-07-2020 |  | 2 547(+5,1%)   |                |
| 26-07-2020                                                                    | 26-07-2020 |  | 2 669(+4,8%)   |                |
| 27-07-2020                                                                    | 27-07-2020 |  | 2 827(+5,9%)   |                |
| 28-07-2020                                                                    | 28-07-2020 |  | 3 017(+6,7%)   |                |
| 29-07-2020                                                                    | 29-07-2020 |  | 3 222(+6,8%)   |                |
| 30-07-2020                                                                    | 30-07-2020 |  | 3 438(+6,7%)   |                |
| 31-07-2020                                                                    | 31-07-2020 |  | 3 621(+5,3%)   |                |
| 01-08-2020                                                                    | 01-08-2020 |  | 3 691(+1,9%)   |                |
| 02-08-2020                                                                    | 02-08-2020 |  | 3 837(+4%)     |                |
| 03-08-2020                                                                    | 03-08-2020 |  | 4 063(+5,9%)   |                |
| 04-08-2020                                                                    | 04-08-2020 |  | 4 224(+4%)     |                |
| 05-08-2020                                                                    | 05-08-2020 |  | 4 475(+5,9%)   |                |
| 06-08-2020                                                                    | 06-08-2020 |  | 4 879(+9%)     |                |
| 07-08-2020                                                                    | 07-08-2020 |  | 5 079(+4,1%)   |                |
| 08-08-2020                                                                    | 08-08-2020 |  | 5 232(+3%)     |                |
| 09-08-2020                                                                    | 09-08-2020 |  | 5 451(+4,2%)   |                |
| 10-08-2020                                                                    | 10-08-2020 |  | 5 929(+8,8%)   |                |
| 11-08-2020                                                                    | 11-08-2020 |  | 6 302(+6,3%)   |                |
| 12-08-2020                                                                    | 12-08-2020 |  | 6 611(+4,9%)   |                |
| 13-08-2020                                                                    | 13-08-2020 |  | 7 050(+6,6%)   |                |
| 14-08-2020                                                                    | 14-08-2020 |  | 7 327(+3,9%)   |                |
| 15-08-2020                                                                    | 15-08-2020 |  | 7 738(+5,6%)   |                |
| 16-08-2020                                                                    | 16-08-2020 |  | 8 172(+5,6%)   |                |
| 17-08-2020                                                                    | 17-08-2020 |  | 8 579(+5%)     |                |
| 18-08-2020                                                                    | 18-08-2020 |  | 9 068(+5,7%)   |                |
| 19-08-2020                                                                    | 19-08-2020 |  | 9 463(+4,4%)   |                |
| 20-08-2020                                                                    | 20-08-2020 |  | 9 707(+2,6%)   |                |
| 21-08-2020                                                                    | 21-08-2020 |  | 10 121(+4,3%)  |                |
| 22-08-2020                                                                    | 22-08-2020 |  | 10 437(+3,1%)  |                |
| 23-08-2020                                                                    | 23-08-2020 |  | 10 437(=)      |                |
| 24-08-2020                                                                    | 24-08-2020 |  | 11 009(+5,5%)  |                |
| 25-08-2020                                                                    | 25-08-2020 |  | 11 281(+2,5%)  |                |
| 26-08-2020                                                                    | 26-08-2020 |  | 11 843(+5%)    |                |
| 27-08-2020                                                                    | 27-08-2020 |  | 12 274(+3,6%)  |                |
| 28-08-2020                                                                    | 28-08-2020 |  | 12 629(+2,9%)  |                |
| 29-08-2020                                                                    | 29-08-2020 |  | 12 958(+2,6%)  |                |
| 30-08-2020                                                                    | 30-08-2020 |  | 13 423(+3,6%)  |                |
| 31-08-2020                                                                    | 31-08-2020 |  | 13 966(+4%)    |                |
| 01-09-2020                                                                    | 01-09-2020 |  | 14 624(+4,7%)  |                |
| 02-09-2020                                                                    | 02-09-2020 |  | 15 156(+3,6%)  |                |
| 03-09-2020                                                                    | 03-09-2020 |  | 15 773(+4,1%)  |                |
| 04-09-2020                                                                    | 04-09-2020 |  | 16 445(+4,3%)  |                |
| 05-09-2020                                                                    | 05-09-2020 |  | 17 094(+3,9%)  |                |
| 06-09-2020                                                                    | 06-09-2020 |  | 17 749(+3,8%)  |                |
| 07-09-2020                                                                    | 07-09-2020 |  | 18 834(+6,1%)  |                |
| 08-09-2020                                                                    | 08-09-2020 |  | 19 583(+4%)    |                |
| 09-09-2020                                                                    | 09-09-2020 |  | 20 462(+4,5%)  |                |
| 10-09-2020                                                                    | 10-09-2020 |  | 21 908(+7,1%)  |                |
| 11-09-2020                                                                    | 11-09-2020 |  | 22 348(+2%)    |                |
| 12-09-2020                                                                    | 12-09-2020 |  | 22 781(+1,9%)  |                |
| 13-09-2020                                                                    | 13-09-2020 |  | 23 515(+3,2%)  |                |
| 14-09-2020                                                                    | 14-09-2020 |  | 24 144(+2,7%)  |                |
| 15-09-2020                                                                    | 15-09-2020 |  | 24 936(+3,3%)  |                |
| 16-09-2020                                                                    | 16-09-2020 |  | 25 822(+3,6%)  |                |
| 17-09-2020                                                                    | 17-09-2020 |  | 26 438(+2,4%)  |                |
| 18-09-2020                                                                    | 18-09-2020 |  | 27 234(+3%)    |                |
| 19-09-2020                                                                    | 19-09-2020 |  | 27 949(+2,6%)  |                |
| 20-09-2020                                                                    | 20-09-2020 |  | 27 949(=)      |                |
| 21-09-2020                                                                    | 21-09-2020 |  | 28 796(+3%)    |                |
| 22-09-2020                                                                    | 22-09-2020 |  | 29 446(+2,3%)  |                |
| 23-09-2020                                                                    | 23-09-2020 |  | 30 097(+2,2%)  |                |
| 24-09-2020                                                                    | 24-09-2020 |  | 30 632(+1,8%)  |                |
| 25-09-2020                                                                    | 25-09-2020 |  | 31 290(+2,1%)  |                |
| 26-09-2020                                                                    | 26-09-2020 |  | 31 828(+1,7%)  |                |
| 27-09-2020                                                                    | 27-09-2020 |  | 32 364(+1,7%)  |                |
| 28-09-2020                                                                    | 28-09-2020 |  | 33 213(+2,6%)  |                |
| 29-09-2020                                                                    | 29-09-2020 |  | 34 014(+2,4%)  |                |
| 30-09-2020                                                                    | 30-09-2020 |  | 34 525(+1,5%)  |                |
| 01-10-2020                                                                    | 01-10-2020 |  | 35 208(+2%)    |                |
| 02-10-2020                                                                    | 02-10-2020 |  | 35 717(+1,4%)  |                |
| 03-10-2020                                                                    | 03-10-2020 |  | 36 087(+1%)    |                |
| 04-10-2020                                                                    | 04-10-2020 |  | 36 809(+2%)    |                |
| 05-10-2020                                                                    | 05-10-2020 |  | 37 437(+1,7%)  |                |
| 06-10-2020                                                                    | 06-10-2020 |  | 38 468(+2,8%)  |                |
| 07-10-2020                                                                    | 07-10-2020 |  | 39 513(+2,7%)  |                |
| 08-10-2020                                                                    | 08-10-2020 |  | 40 292(+2%)    |                |
| 09-10-2020                                                                    | 09-10-2020 |  | 41 368(+2,7%)  |                |
| 10-10-2020                                                                    | 10-10-2020 |  | 41 686(+0,77%) |                |
| 11-10-2020                                                                    | 11-10-2020 |  | 42 712(+2,5%)  |                |
| 12-10-2020                                                                    | 12-10-2020 |  | 43 821(+2,6%)  |                |
| 13-10-2020                                                                    | 13-10-2020 |  | 44 985(+2,7%)  |                |
| 14-10-2020                                                                    | 14-10-2020 |  | 45 821(+1,9%)  |                |
| 15-10-2020                                                                    | 15-10-2020 |  | 46 676(+1,9%)  |                |
| 16-10-2020                                                                    | 16-10-2020 |  | 47 845(+2,5%)  |                |
| 17-10-2020                                                                    | 17-10-2020 |  | 47 845(=)      |                |
| 18-10-2020                                                                    | 18-10-2020 |  | 48 790(+2%)    |                |
| 19-10-2020                                                                    | 19-10-2020 |  | 49 949(+2,4%)  |                |
| 20-10-2020                                                                    | 20-10-2020 |  | 50 906(+1,9%)  |                |
| 21-10-2020                                                                    | 21-10-2020 |  | 51 625(+1,4%)  |                |
| 22-10-2020                                                                    | 22-10-2020 |  | 52 620(+1,9%)  |                |
| 23-10-2020                                                                    | 23-10-2020 |  | 53 384(+1,5%)  |                |
| 24-10-2020                                                                    | 24-10-2020 |  | 54 374(+1,9%)  |                |
| 25-10-2020                                                                    | 25-10-2020 |  | 56 013(+3%)    |                |
| 26-10-2020                                                                    | 26-10-2020 |  | 57 223(+2,2%)  |                |
| 27-10-2020                                                                    | 27-10-2020 |  | 57 975(+1,3%)  |                |
| 28-10-2020                                                                    | 28-10-2020 |  | 58 874(+1,6%)  |                |
| 29-10-2020                                                                    | 29-10-2020 |  | 59 656(+1,3%)  |                |
| 30-10-2020                                                                    | 30-10-2020 |  | 60 628(+1,6%)  |                |
| 31-10-2020                                                                    | 31-10-2020 |  | 61 095(+0,77%) |                |
| 01-11-2020                                                                    | 01-11-2020 |  | 62 045(+1,6%)  |                |
| 02-11-2020                                                                    | 02-11-2020 |  | 62 907(+1,4%)  |                |
| 03-11-2020                                                                    | 03-11-2020 |  | 63 688(+1,2%)  |                |
| 04-11-2020                                                                    | 04-11-2020 |  | 64 587(+1,4%)  |                |
| 05-11-2020                                                                    | 05-11-2020 |  | 65 440(+1,3%)  |                |
| 06-11-2020                                                                    | 06-11-2020 |  | 66 444(+1,5%)  |                |
| 07-11-2020                                                                    | 07-11-2020 |  | 67 039(+0,9%)  |                |
| 08-11-2020                                                                    | 08-11-2020 |  | 68 117(+1,6%)  |                |
| 09-11-2020                                                                    | 09-11-2020 |  | 69 040(+1,4%)  |                |
| 10-11-2020                                                                    | 10-11-2020 |  | 70 010(+1,4%)  |                |
| 11-11-2020                                                                    | 11-11-2020 |  | 70 885(+1,2%)  |                |
| 12-11-2020                                                                    | 12-11-2020 |  | 71 804(+1,3%)  |                |
| 13-11-2020                                                                    | 13-11-2020 |  | 72 628(+1,1%)  |                |
| 14-11-2020                                                                    | 14-11-2020 |  | 72 628(=)      |                |
| 15-11-2020                                                                    | 15-11-2020 |  | 73 602(+1,3%)  |                |
| 16-11-2020                                                                    | 16-11-2020 |  | 74 324(+0,98%) |                |
| 17-11-2020                                                                    | 17-11-2020 |  | 74 936(+0,82%) |                |
| 18-11-2020                                                                    | 18-11-2020 |  | 75 465(+0,71%) |                |
| 19-11-2020                                                                    | 19-11-2020 |  | 76 006(+0,72%) |                |
| 20-11-2020                                                                    | 20-11-2020 |  | 76 808(+1,1%)  |                |
| 21-11-2020                                                                    | 21-11-2020 |  | 76 808(=)      |                |
| 22-11-2020                                                                    | 22-11-2020 |  | 77 823(+1,3%)  |                |
| 23-11-2020                                                                    | 23-11-2020 |  | 78 473(+0,84%) |                |
| 24-11-2020                                                                    | 24-11-2020 |  | 79 180(+0,9%)  |                |
| 25-11-2020                                                                    | 25-11-2020 |  | 79 797(+0,78%) |                |
| 26-11-2020                                                                    | 26-11-2020 |  | 80 407(+0,76%) |                |
| 27-11-2020                                                                    | 27-11-2020 |  | 81 273(+1,1%)  |                |
| 28-11-2020                                                                    | 28-11-2020 |  | 81 273(=)      |                |
| 29-11-2020                                                                    | 29-11-2020 |  | 82 430(+1,4%)  |                |
| 30-11-2020                                                                    | 30-11-2020 |  | 82 809(+0,46%) |                |
| 01-12-2020                                                                    | 01-12-2020 |  | 83 417(+0,73%) |                |
| 02-12-2020                                                                    | 02-12-2020 |  | 84 087(+0,8%)  |                |
| 03-12-2020                                                                    | 03-12-2020 |  | 84 849(+0,91%) |                |
| 04-12-2020                                                                    | 04-12-2020 |  | 85 529(+0,8%)  |                |
| 05-12-2020                                                                    | 05-12-2020 |  | 85 529(=)      |                |
| 06-12-2020                                                                    | 06-12-2020 |  | 86 580(+1,2%)  |                |
| 07-12-2020                                                                    | 07-12-2020 |  | 87 097(+0,6%)  |                |
| 08-12-2020                                                                    | 08-12-2020 |  | 87 986(+1%)    |                |
| 09-12-2020                                                                    | 09-12-2020 |  | 88 522(+0,61%) |                |
| 10-12-2020                                                                    | 10-12-2020 |  | 89 183(+0,75%) |                |
| 11-12-2020                                                                    | 11-12-2020 |  | 89 880(+0,78%) |                |
| 12-12-2020                                                                    | 12-12-2020 |  | 89 880(=)      |                |
| 13-12-2020                                                                    | 13-12-2020 |  | 90 779(+1%)    |                |
| 14-12-2020                                                                    | 14-12-2020 |  | 91 357(+0,64%) |                |
| 15-12-2020                                                                    | 15-12-2020 |  | 92 017(+0,72%) |                |
| 16-12-2020                                                                    | 16-12-2020 |  | 92 577(+0,61%) |                |
| 17-12-2020                                                                    | 17-12-2020 |  | 93 283(+0,76%) |                |
| 18-12-2020                                                                    | 18-12-2020 |  | 93 772(+0,52%) |                |
| 19-12-2020                                                                    | 19-12-2020 |  | 93 772(=)      |                |
| 20-12-2020                                                                    | 20-12-2020 |  | 94 560(+0,84%) |                |
| 21-12-2020                                                                    | 21-12-2020 |  | 95 200(+0,68%) |                |
| 22-12-2020                                                                    | 22-12-2020 |  | 95 706(+0,53%) |                |
| 23-12-2020                                                                    | 23-12-2020 |  | 96 346(+0,67%) |                |
| Fonti: - Ministero della sanità - Ultimo aggiornamento: 23.12.2020, 18:00 GMT |            |  |                |                |

## Cronologia

### Marzo
Prima della pandemia di coronavirus, il sistema sanitario della Libia era già sull'orlo del collasso, dato il caos che ha prevalso nel paese dal 2011. Le fazioni in guerra nella guerra civile libica hanno ignorato le ripetute suppliche delle Nazioni Unite per un cessate il fuoco durante la pandemia.
Il governo di accordo nazionale (GNA) riconosciuto a livello internazionale, con sede a Tripoli, e il governo rivale sotto Khalifa Haftar, con sede nella Libia orientale, hanno entrambi preso provvedimenti per controllare la diffusione di COVID-19, attraverso la chiusura di scuole, mercati e alcuni imprese. Le forze di Haftar hanno tentato di prendere Tripoli, la capitale libica, in un'offensiva iniziata nell'aprile 2019.
Il 24 marzo, la Libia ha confermato il suo primo caso di COVID-19, si trattava di un uomo di 73 anni che era tornato nel paese all'inizio di marzo da un viaggio in Arabia Saudita.
Il 30 marzo, il GNA ha annunciato il rilascio di 466 detenuti a Tripoli, come parte di uno sforzo per fermare la diffusione del virus nelle carceri.

### Aprile
Il 2 aprile, la Libia ha confermato la sua prima morte COVID-19, una donna algerina di 85 anni.
Il 5 aprile, Mahmoud Jibril, 68 anni, che era a capo del Consiglio nazionale di transizione ad interim nel 2011, è morto dopo aver contratto il COVID-19 al Cairo, in Egitto.
Il 6 aprile, le forze al comando di Khalifa Haftar hanno lanciato un attacco missilistico contro l'ospedale Al Khadra, uno dei più grandi ospedali di Tripoli, nell'attacco sono stati feriti sei operatori sanitari e si ė danneggiato quasi tutto l'ospedale, dove 300 pazienti, tra cui due pazienti COVID-19, erano in trattamento. Questa era la terza volta che le forze di Haftar attaccavano le strutture mediche durante l'assedio intensificato di Tripoli. L'Ufficio delle Nazioni Unite per il coordinamento degli affari umanitari ha condannato l'attacco, ha dichiarato che si trattava di una "chiara violazione del diritto internazionale umanitario ... È inaccettabile in un momento in cui l'assistenza sanitaria e gli operatori sanitari sono fondamentali nella nostra lotta contro una pandemia globale". L'ufficio ha affermato che "Questa insensata escalation deve cessare affinché le autorità sanitarie e le agenzie di aiuto possano rispondere al COVID-19 e continuare a raggiungere le persone che necessitano di assistenza umanitaria urgente". Gli attacchi missilistici contro l'ospedale hanno continuato il giorno seguente.
Il 7 aprile, la Libia orientale ha confermato il suo primo caso. Al 7 aprile, la Libia aveva confermato 20 casi di COVID-19, principalmente nella Libia occidentale.
Il 15 aprile, il governo di Accordo Nazionale ha imposto un coprifuoco di 24 ore per un periodo di 10 giorni a partire dal 17 aprile.